# Órmos Aiyialís
Órmos Aiyialís är en ort i Grekland.   Den ligger i prefekturen Kykladerna och regionen Sydegeiska öarna, i den sydöstra delen av landet, 230 km sydost om huvudstaden Aten. Órmos Aiyialís ligger 1 meter över havet och antalet invånare är 147. Den ligger på ön Amorgos.
Terrängen runt Órmos Aiyialís är huvudsakligen kuperad, men åt nordväst är den platt. Havet är nära Órmos Aiyialís norrut.  Närmaste större samhälle är Amorgos, 10,4 km sydväst om Órmos Aiyialís. 